# Олександр Жижемський
Олександр Жижемський гербу власного (пол. Aleksandr Żyżemski, помер у квітні 1645) — князь, державний діяч Великого князівства Литовського.

## Життєпис
Представник княжого роду Жижемських, що походили зі смоленської гілки Рюриковичів.
Був старшим сином князя Криштофа Ярошевича Жижемського, мав молодших братів — князів Стефана, Криштофа та Томаша Жижемських.
- Був королівським дворянином, лісничим Оранським та Перловським, стольником мінським із 14 лютого 1635 р. до 1 жовтня 1640,
- Чашник великий литовський у 1640–1643,
- Підстолій великий литовський від 1643.
- У 1635 разом із посадою мінського стольника отримав маєтки Євцикеєвичі в Річицькому і Карповичі в Мозирському повітах.